# Leucadendron brunioides
Espèce
Leucadendron brunioides est une espèce de plantes à fleurs de la famille des Proteaceae. 

## Description
Leucadendron brunioides est un petit arbuste à feuilles persistantes qui atteint généralement une hauteur d'environ 1 m. Il possède des feuilles longues, étroites et pointues, de couleur verte, qui peuvent atteindre 12 cm de long. Les fleurs sont petites et forment des grappes à l'extrémité des branches. Elles sont de couleur jaune-orange et apparaissent en hiver et au printemps. Les fleurs sont dioïques et pollinisées par des insectes.

## Répartition et habitat
Leucadendron brunioides est endémique des plaines sablonneuses et des zones arbustives d'Afrique du Sud. L'espèce survit aux incendies de forêt. Son aire de répartition indigène est le sud-ouest de la province du Cap. Il pousse principalement dans le biome subtropical.

## Liste des variétés
Selon GBIF (10 mai 2025) :
- Leucadendron brunioides var. brunioides Meisn.
- Leucadendron brunioides var. flumenlupinum I.Williams

## Dénominations
Cette plante est couramment dénommée Foetid conebush en anglais,.

## Systématique
Le nom correct complet (avec auteur) de ce taxon est Leucadendron brunioides Meisn..
Leucadendron brunioides a pour synonymes :
- Leucadendron stellatum Sweet
- Protea bruniodes (Meisn.) Kuntze
- Protea squarrosa Knight